# Сатурн (премия, 2002)
28-я церемония вручения наград премии «Сатурн» за заслуги в области фантастики, фэнтези и фильмов ужасов за 2001 год состоялась 10 июня 2002 года в отеле St. Regis (Century City, Лос-Анджелес).

## Победители и номинанты
Победители указаны первыми, выделены жирным шрифтом и  отдельным цветом. 

### Кино-награды
| Категории                                        | Лауреаты и номинанты                                                                   | Лауреаты и номинанты                                                                                |
| ------------------------------------------------ | -------------------------------------------------------------------------------------- | --------------------------------------------------------------------------------------------------- |
| Лучший научно-фантастический фильм               | • Искусственный разум / A.I. Artificial Intelligence                                   | • Искусственный разум / A.I. Artificial Intelligence                                                |
| Лучший научно-фантастический фильм               | • Парк Юрского периода III / Jurassic Park III                                         | |
| Лучший научно-фантастический фильм               | • Лара Крофт: Расхитительница гробниц / Lara Croft: Tomb Raider                        | |
| Лучший научно-фантастический фильм               | • Противостояние / The One                                                             | |
| Лучший научно-фантастический фильм               | • Планета обезьян / Planet of the Apes                                                 | |
| Лучший научно-фантастический фильм               | • Ванильное небо / Vanilla Sky                                                         | |
| Лучший фильм-фэнтези                             | • Властелин колец: Братство Кольца / The Lord of the Rings: The Fellowship of the Ring | • Властелин колец: Братство Кольца / The Lord of the Rings: The Fellowship of the Ring              |
| Лучший фильм-фэнтези                             | • Гарри Поттер и философский камень / Harry Potter and the Sorcerer’s Stone            | |
| Лучший фильм-фэнтези                             | • Корпорация монстров (мультфильм) / Monsters, Inc.                                    | |
| Лучший фильм-фэнтези                             | • Мумия возвращается / The Mummy Returns                                               | |
| Лучший фильм-фэнтези                             | • Шрек (мультфильм) / Shrek                                                            | |
| Лучший фильм-фэнтези                             | • Дети шпионов / Spy Kids                                                              | |
| Лучший фильм ужасов                              | • Другие / The Others                                                                  | • Другие / The Others                                                                               |
| Лучший фильм ужасов                              | • Хребет дьявола / El espinazo del diablo                                              | |
| Лучший фильм ужасов                              | • Из ада / From Hell                                                                   | |
| Лучший фильм ужасов                              | • Ганнибал / Hannibal                                                                  | |
| Лучший фильм ужасов                              | • Джиперс Криперс / Jeepers Creepers                                                   | |
| Лучший фильм ужасов                              | • Тринадцать привидений / Thirteen Ghosts                                              | |
| Лучший приключенческий фильм, боевик или триллер | • Помни / Memento                                                                      | • Помни / Memento                                                                                   |
| Лучший приключенческий фильм, боевик или триллер | • Чёрный ястреб / Black Hawk Down                                                      | |
| Лучший приключенческий фильм, боевик или триллер | • Ничего себе поездочка / Joy Ride                                                     | |
| Лучший приключенческий фильм, боевик или триллер | • Человек, которого не было / The Man Who Wasn’t There                                 | |
| Лучший приключенческий фильм, боевик или триллер | • Малхолланд Драйв / Mulholland Dr.                                                    | |
| Лучший приключенческий фильм, боевик или триллер | • Братство волка / Le pacte des loups                                                  | |
| Лучший киноактёр                                 | Том Круз                                                                               | • Том Круз — «Ванильное небо» (за роль Дэвида Эймса)                                                |
| Лучший киноактёр                                 | Том Круз                                                                               | • Джонни Депп — «Из ада» (за роль инспектора Фредерика Эбберлайна)                                  |
| Лучший киноактёр                                 | Том Круз                                                                               | • Энтони Хопкинс — «Ганнибал» (за роль Ганнибала Лектера)                                           |
| Лучший киноактёр                                 | Том Круз                                                                               | • Кевин Спейси — «Планета Ка-Пэкс» (за роль Прота)                                                  |
| Лучший киноактёр                                 | Том Круз                                                                               | • Билли Боб Торнтон — «Человек, которого не было» (за роль Эда Крейна)                              |
| Лучший киноактёр                                 | Том Круз                                                                               | • Гай Пирс — «Помни» (за роль Леонарда Шелби)                                                       |
| Лучшая киноактриса                               | Николь Кидман                                                                          | • Николь Кидман — «Другие» (за роль Грэйс Стюарт)                                                   |
| Лучшая киноактриса                               | Николь Кидман                                                                          | • Фрэнсис О’Коннор — «Искусственный разум» (за роль Моники Суинтон)                                 |
| Лучшая киноактриса                               | Николь Кидман                                                                          | • Джулианна Мур — «Ганнибал» (за роль агента ФБР Кларисы Старлинг)                                  |
| Лучшая киноактриса                               | Николь Кидман                                                                          | • Анджелина Джоли — «Лара Крофт: Расхитительница гробниц» (за роль Лары Крофт)                      |
| Лучшая киноактриса                               | Николь Кидман                                                                          | • Наоми Уоттс — «Малхолланд Драйв» (за роль Бетти Элмс / Дайаны Сэлвин)                             |
| Лучшая киноактриса                               | Николь Кидман                                                                          | • Кейт Бекинсэйл — «Интуиция» (за роль Сары Томас)                                                  |
| Лучший киноактёр второго плана                   | Иэн МакКеллен                                                                          | • Иэн Маккеллен — «Властелин колец: Братство Кольца» (за роль Гэндальфа Серого)                     |
| Лучший киноактёр второго плана                   | Иэн МакКеллен                                                                          | • Робби Колтрейн — «Гарри Поттер и философский камень» (за роль Рубеуса Хагрида)                    |
| Лучший киноактёр второго плана                   | Иэн МакКеллен                                                                          | • Марк Дакаскос — «Братство волка» (за роль Мани)                                                   |
| Лучший киноактёр второго плана                   | Иэн МакКеллен                                                                          | • Тим Рот — «Планета обезьян» (за роль Тэйда)                                                       |
| Лучший киноактёр второго плана                   | Иэн МакКеллен                                                                          | • Джереми Пивен — «Интуиция» (за роль Дина Кэнски)                                                  |
| Лучший киноактёр второго плана                   | Иэн МакКеллен                                                                          | • Эдди Мёрфи — «Шрек» (за озвучивание Осла)                                                         |
| Лучшая киноактриса второго плана                 | Фионнула Флэнаган                                                                      | • Фионнула Флэнаган — «Другие» (за роль миссис Берты Миллс)                                         |
| Лучшая киноактриса второго плана                 | Фионнула Флэнаган                                                                      | • Мэгги Смит — «Гарри Поттер и философский камень» (за роль Минервы Макгонагалл)                    |
| Лучшая киноактриса второго плана                 | Фионнула Флэнаган                                                                      | • Фрэнсис Макдорманд — «Человек, которого не было» (за роль Дорис Крейн)                            |
| Лучшая киноактриса второго плана                 | Фионнула Флэнаган                                                                      | • Моника Беллуччи — «Братство волка» (за роль Сильвии)                                              |
| Лучшая киноактриса второго плана                 | Фионнула Флэнаган                                                                      | • Хелена Бонэм Картер — «Планета обезьян» (за роль Ари)                                             |
| Лучшая киноактриса второго плана                 | Фионнула Флэнаган                                                                      | • Камерон Диас — «Ванильное небо» (за роль Джули Джиани)                                            |
| Лучший молодой актёр или актриса                 |                                                                                        | • Хэйли Джоэл Осмент — «Искусственный разум» (за роль Дэвида)                                       |
| Лучший молодой актёр или актриса                 | • Дэниел Рэдклифф — «Гарри Поттер и философский камень» (за роль Гарри Поттера)        | |
| Лучший молодой актёр или актриса                 | • Эмма Уотсон — «Гарри Поттер и философский камень» (за роль Гермионы Грейнджер)       | |
| Лучший молодой актёр или актриса                 | • Джастин Лонг — «Джиперс Криперс» (за роль Дэрри Дженнера)                            | |
| Лучший молодой актёр или актриса                 | • Фредди Боат — «Мумия возвращается» (за роль Александра «Алекса» О’Коннелла)          | |
| Лучший молодой актёр или актриса                 | • Алакина Манн — «Другие» (за роль Энн Стюарт)                                         | |
| Лучший режиссёр                                  |                                                                                        | • Питер Джексон за фильм «Властелин колец: Братство Кольца»                                         |
| Лучший режиссёр                                  | • Стивен Спилберг — «Искусственный разум»                                              | |
| Лучший режиссёр                                  | • Крис Коламбус — «Гарри Поттер и философский камень»                                  | |
| Лучший режиссёр                                  | • Дэвид Линч — «Малхолланд Драйв»                                                      | |
| Лучший режиссёр                                  | • Алехандро Аменабар — «Другие»                                                        | |
| Лучший режиссёр                                  | • Кристоф Ган — «Братство волка»                                                       | |
| Лучший сценарий                                  | Стивен Спилберг                                                                        | • Стивен Спилберг — «Искусственный разум»                                                           |
| Лучший сценарий                                  | Стивен Спилберг                                                                        | • Фрэн Уолш, Филиппа Бойенс, Питер Джексон — «Властелин колец: Братство Кольца»                     |
| Лучший сценарий                                  | Стивен Спилберг                                                                        | • Роберт Л. Бейрд, Дэн Джерсон — «Корпорация монстров»                                              |
| Лучший сценарий                                  | Стивен Спилберг                                                                        | • Алехандро Аменабар — «Другие»                                                                     |
| Лучший сценарий                                  | Стивен Спилберг                                                                        | • Стефани Кабель, Кристоф Ган — «Братство волка»                                                    |
| Лучший сценарий                                  | Стивен Спилберг                                                                        | • Тед Эллиот, Терри Россио, Джо Стиллман, Роджер С. Х. Шульман — «Шрек»                             |
| Лучшая музыка                                    | Джон Уильямс                                                                           | • Джон Уильямс — «Искусственный разум»                                                              |
| Лучшая музыка                                    | Джон Уильямс                                                                           | • Говард Шор — «Властелин колец: Братство Кольца»                                                   |
| Лучшая музыка                                    | Джон Уильямс                                                                           | • Анджело Бадаламенти — «Малхолланд Драйв»                                                          |
| Лучшая музыка                                    | Джон Уильямс                                                                           | • Джозеф ЛоДука — «Братство волка»                                                                  |
| Лучшая музыка                                    | Джон Уильямс                                                                           | • Джон Пауэлл, Гарри Грегсон-Уильямс — «Шрек»                                                       |
| Лучшая музыка                                    | Джон Уильямс                                                                           | • Нэнси Уилсон — «Ванильное небо»                                                                   |
| Лучшие костюмы                                   | • Джудианна Маковски — «Гарри Поттер и философский камень»                             | • Джудианна Маковски — «Гарри Поттер и философский камень»                                          |
| Лучшие костюмы                                   | • Ким Баррет — «Из ада»                                                                | |
| Лучшие костюмы                                   | • Найла Диксон, Ричард Тейлор — «Властелин колец: Братство Кольца»                     | |
| Лучшие костюмы                                   | • Кэтрин Мартин, Энгус Стрэтай — «Мулен Руж!»                                          | |
| Лучшие костюмы                                   | • Доминик Борг — «Братство волка»                                                      | |
| Лучшие костюмы                                   | • Коллин Этвуд — «Планета обезьян»                                                     | |
| Лучший грим                                      | • Грег Кэнном, Уэсли Уоффорд — «Ганнибал»                                              | • Грег Кэнном, Уэсли Уоффорд — «Ганнибал»                                                           |
| Лучший грим                                      | • Ник Дадмэн, Марк Кулир, Джон Ламберт — «Гарри Поттер и философский камень»           | |
| Лучший грим                                      | • Питер Оуэн, Ричард Тейлор — «Властелин колец: Братство Кольца»                       | |
| Лучший грим                                      | • Эйлин Ситон, Ник Дадмэн, Джейн Уолкер — «Мумия возвращается»                         | |
| Лучший грим                                      | • Рик Бейкер, Джон Блейк — «Планета обезьян»                                           | |
| Лучший грим                                      | • Мишель Бёрк, Камилль Кэлвет — «Ванильное небо»                                       | |
| Лучшие спецэффекты                               | Деннис Мьюрен                                                                          | • Деннис Мьюрен, Скотт Фаррар, Стэн Уинстон, Майкл Лантьери — «Искусственный разум»                 |
| Лучшие спецэффекты                               | Деннис Мьюрен                                                                          | • Роберт Легато, Ник Дэвис, Роджер Гайетт, Джон Ричардсон — «Гарри Поттер и философский камень»     |
| Лучшие спецэффекты                               | Деннис Мьюрен                                                                          | • Джим Митчелл, Дэнни Гордон Тейлор, Дональд Эллиотт, Джон Роузенгрант — «Парк Юрского периода III» |
| Лучшие спецэффекты                               | Деннис Мьюрен                                                                          | • Джим Ригель, Рэндолл Уильям Кук, Ричард Тейлор, Марк Стетсон — «Властелин колец: Братство Кольца» |
| Лучшие спецэффекты                               | Деннис Мьюрен                                                                          | • Джон Эндрю Бертон мл., Дэниэл Жаннетт, Нил Корбоулд, Томас Россетер — «Мумия возвращается»        |
| Лучшие спецэффекты                               | Деннис Мьюрен                                                                          | • Артур Виндус, Вал Вардлоу, Хэл Бертрам, Ник Дрю, Себ Кодрон — «Братство волка»                    |

### Телевизионные награды
| Категории                                               | Лауреаты и номинанты                                                                | Лауреаты и номинанты                                                                   |
| ------------------------------------------------------- | ----------------------------------------------------------------------------------- | -------------------------------------------------------------------------------------- |
| Лучший телесериал, сделанный для эфирного телевидения   | • Баффи — истребительница вампиров / Buffy the Vampire Slayer                       | • Баффи — истребительница вампиров / Buffy the Vampire Slayer                          |
| Лучший телесериал, сделанный для эфирного телевидения   | • Ангел / Angel                                                                     |                                                                                        |
| Лучший телесериал, сделанный для эфирного телевидения   | • Тёмный ангел / Dark Angel                                                         |                                                                                        |
| Лучший телесериал, сделанный для эфирного телевидения   | • Звёздный путь: Энтерпрайз / Star Trek: Enterprise                                 |                                                                                        |
| Лучший телесериал, сделанный для эфирного телевидения   | • Тайны Смолвиля / Smallville                                                       |                                                                                        |
| Лучший телесериал, сделанный для эфирного телевидения   | • Секретные материалы / The X Files                                                 |                                                                                        |
| Лучший телесериал, сделанный для кабельного телевидения | • На краю Вселенной / Farscape                                                      | • На краю Вселенной / Farscape                                                         |
| Лучший телесериал, сделанный для кабельного телевидения | • Андромеда / Andromeda                                                             |                                                                                        |
| Лучший телесериал, сделанный для кабельного телевидения | • Хроника / The Chronicle                                                           |                                                                                        |
| Лучший телесериал, сделанный для кабельного телевидения | • Человек-невидимка / The Invisible Man                                             |                                                                                        |
| Лучший телесериал, сделанный для кабельного телевидения | • Звёздные врата: SG-1 / Stargate SG-1                                              |                                                                                        |
| Лучший телесериал, сделанный для кабельного телевидения | • Ведьмин клинок / Witchblade                                                       |                                                                                        |
| Лучшая телепостановка                                   | • Джек и Бобовое дерево: Правдивая история / Jack and the Beanstalk: The Real Story | • Джек и Бобовое дерево: Правдивая история / Jack and the Beanstalk: The Real Story    |
| Лучшая телепостановка                                   | • Туманы Авалона / The Mists of Avalon                                              |                                                                                        |
| Лучшая телепостановка                                   | • Земля против паука / Earth vs. the Spider                                         |                                                                                        |
| Лучшая телепостановка                                   | • Король обезьян / The Lost Empire / The Monkey King                                |                                                                                        |
| Лучшая телепостановка                                   | • Ужас из бездны / Mermaid Chronicles Part 1: She Creature                          |                                                                                        |
| Лучшая телепостановка                                   | • Троглодиты / Teenage Caveman                                                      |                                                                                        |
| Лучший телеактёр                                        | Бен Браудер                                                                         | • Бен Браудер — «На краю Вселенной» (за роль Джона Крайтона)                           |
| Лучший телеактёр                                        | Бен Браудер                                                                         | • Дэвид Борианаз — «Ангел» (за роль Ангела)                                            |
| Лучший телеактёр                                        | Бен Браудер                                                                         | • Скотт Бакула — «Звёздный путь: Энтерпрайз» (за роль капитана Джонатана Арчера)       |
| Лучший телеактёр                                        | Бен Браудер                                                                         | • Том Уэллинг — «Тайны Смолвиля» (за роль Кларка Кента)                                |
| Лучший телеактёр                                        | Бен Браудер                                                                         | • Ричард Дин Андерсон — «Звёздные врата: SG-1» (за роль полковника Джека О’Нилла)      |
| Лучший телеактёр                                        | Бен Браудер                                                                         | • Роберт Патрик — «Секретные материалы» (за роль агента ФБР Джона Доггетта)            |
| Лучшая телеактриса                                      | Янси Батлер                                                                         | • Янси Батлер — «Ведьмин клинок» (за роль детектива Сары Пеццини)                      |
| Лучшая телеактриса                                      | Янси Батлер                                                                         | • Сара Мишель Геллар — «Баффи — истребительница вампиров» (за роль Баффи Саммерс)      |
| Лучшая телеактриса                                      | Янси Батлер                                                                         | • Джессика Альба — «Тёмный ангел» (за роль Макс Геверы (X5-452))                       |
| Лучшая телеактриса                                      | Янси Батлер                                                                         | • Клаудия Блэк — «На краю Вселенной» (за роль Айрин Сун)                               |
| Лучшая телеактриса                                      | Янси Батлер                                                                         | • Кристин Кройк — «Тайны Смолвиля» (за роль Ланы Лэнг)                                 |
| Лучшая телеактриса                                      | Янси Батлер                                                                         | • Джиллиан Андерсон — «Секретные материалы» (за роль агента ФБР Даны Скалли)           |
| Лучший телеактёр второго плана                          | Майкл Розенбаум                                                                     | • Майкл Розенбаум — «Тайны Смолвиля» (за роль Лекса Лютора)                            |
| Лучший телеактёр второго плана                          | Майкл Розенбаум                                                                     | • Джеймс Марстерс — «Баффи — истребительница вампиров» (за роль Спайка)                |
| Лучший телеактёр второго плана                          | Майкл Розенбаум                                                                     | • Майкл Уэзерли — «Тёмный ангел» (за роль Логана Кейла)                                |
| Лучший телеактёр второго плана                          | Майкл Розенбаум                                                                     | • Коннор Триннир — «Звёздный путь: Энтерпрайз» (за роль коммандера Чарльза Такера III) |
| Лучший телеактёр второго плана                          | Майкл Розенбаум                                                                     | • Энтони Симко — «На краю Вселенной» (за роль Ka Д’Арго)                               |
| Лучший телеактёр второго плана                          | Майкл Розенбаум                                                                     | • Кристофер Джадж — «Звёздные врата: SG-1» (за роль Тил’ка)                            |
| Лучшая телеактриса второго плана                        | Джолин Блэлок                                                                       | • Джолин Блэлок — «Звёздный путь: Энтерпрайз» (за роль субкоммандера Т’Пол)            |
| Лучшая телеактриса второго плана                        | Джолин Блэлок                                                                       | • Элисон Ханниган — «Баффи — истребительница вампиров» (за роль Уиллоу Розенберг)      |
| Лучшая телеактриса второго плана                        | Джолин Блэлок                                                                       | • Мишель Трахтенберг — «Баффи — истребительница вампиров» (за роль Дон Саммерс)        |
| Лучшая телеактриса второго плана                        | Джолин Блэлок                                                                       | • Джиджи Эджли — «На краю Вселенной» (за роль Чианы)                                   |
| Лучшая телеактриса второго плана                        | Джолин Блэлок                                                                       | • Аманда Таппинг — «Звёздные врата: SG-1» (за роль майора Саманты Картер)              |
| Лучшая телеактриса второго плана                        | Джолин Блэлок                                                                       | • Аннабет Гиш — «Секретные материалы» (за роль агента ФБР Моники Рейес)                |

### DVD
| Категории                               | Лауреаты и номинанты                                                                          |
| --------------------------------------- | --------------------------------------------------------------------------------------------- |
| Лучшее DVD-издание фильма               | • Оборотень / Ginger Snaps                                                                    |
| Лучшее DVD-издание фильма               | • Вышибала / Bruiser                                                                          |
| Лучшее DVD-издание фильма               | • Гарри — друг, который желает вам добра / Harry un ami qui vous veut du bien                 |
| Лучшее DVD-издание фильма               | • Леди и Бродяга 2 / Lady and the Tramp II: Scamp’s Adventure                                 |
| Лучшее DVD-издание фильма               | • Паника / Panic                                                                              |
| Лучшее DVD-издание фильма               | • Мистер крыс / Rat                                                                           |
| Лучшее специальное DVD-издание          | • Шрек / Shrek                                                                                |
| Лучшее специальное DVD-издание          | • Последняя фантазия: Духи внутри нас / Final Fantasy: The Spirits Within                     |
| Лучшее специальное DVD-издание          | • Гринч — похититель Рождества / How the Grinch Stole Christmas                               |
| Лучшее специальное DVD-издание          | • Лара Крофт: Расхитительница гробниц / Lara Croft: Tomb Raider                               |
| Лучшее специальное DVD-издание          | • Мулен Руж! / Moulin Rouge!                                                                  |
| Лучшее специальное DVD-издание          | • Планета обезьян / Planet of the Apes                                                        |
| Лучшее DVD-издание классического фильма | • Белоснежка и семь гномов / Snow White and the Seven Dwarfs (1937)                           |
| Лучшее DVD-издание классического фильма | • Близкие контакты третьей степени / Close Encounters of the Third Kind (1977)                |
| Лучшее DVD-издание классического фильма | • Звёздный путь: Фильм (режиссёрская версия) / Star Trek: The Motion Picture (1979)           |
| Лучшее DVD-издание классического фильма | • Звёздные войны. Эпизод I: Скрытая угроза / Star Wars: Episode I — The Phantom Menace (1999) |
| Лучшее DVD-издание классического фильма | • Супермен / Superman (1978)                                                                  |
| Лучшее DVD-издание классического фильма | • Суспирия / Suspiria (1977)                                                                  |

### Специальные награды
| Cinescape Genre Face of the Future Award | Cinescape Genre Face of the Future Award | Cinescape Genre Face of the Future Award | Cinescape Genre Face of the Future Award |
| Female | Female | Male | Male |
| --- | --- | --- | --- |
| Джолин Блэлок | • Джолин Блэлок — «Звёздный путь: Энтерпрайз» | Джеймс Марстерс | • Джеймс Марстерс — «Баффи — истребительница вампиров» |
| Джолин Блэлок | • Лекса Дой — «Андромеда», «Джейсон X» | Джеймс Марстерс | • Майкл Розенбаум — «Тайны Смолвиля» |
| Джолин Блэлок | • Эми Экер — «Ангел» | Джеймс Марстерс | • Люк Госс — «Блэйд 2» |
| Джолин Блэлок | • Кристин Кройк — «Тайны Смолвиля» | Джеймс Марстерс | • Хейден Кристенсен — «Звёздные войны. Эпизод II: Атака клонов» |
| Джолин Блэлок | • Тора Бёрч — «Подземелье драконов», «Мир призраков» | Джеймс Марстерс | • Орландо Блум — «Властелин колец: Братство Кольца» |
| Специальная награда | | | |
| • Anchor Bay Entertainment — One of the pioneers in DVD releases and home video entertainment. With a library of over 800 independent feature films, Anchor Bay Entertainment has been successful in releasing dramas, comedies, foreign films, children’s programming, and most prominently genre films. Their releases are often restored films with such extras as audio commentaries, new packaging, improved soundtracks and state-of-the-art enhancements. Highlights include the films of Hammer Studios, the works of Werner Herzog, Paul Verhoeven, Wim Wenders, John Woo, Monte Hellman and Sam Raimi. | | | |
| Специальная награда (Young Filmmaker’s Showcase) | | | |
| • Ричард Келли — «Донни Дарко» | | | |
| Премия Джорджа Пала | | | |
| • Сэмюэл З. Аркофф (посмертно) — Samuel Arkoff was one of the great pioneers in low-budget genre filmmaking in the 20th Century. He co-founded (with James H. Nicholson) American International Pictures. Several generations grew up on his memorable film productions which include: War of the Colossal Beast, Beach Blanket Bingo, Earth vs. the Spider, The Abominable Dr. Phibes, Teenage Caveman and I Was a Teenage Werewolf. He gave fresh talent an opportunity to work. Those young filmmakers included Francis Ford Coppola and Martin Scorsese. Several of his early films have recently been remade by his son, Lou Arkoff, for the pay station Cinemax. Samuel Z. Arkoff passed away in September 2001 at age 83. | | | |
| Награда за достижения в карьере (Life Career Award) | | | |
| Стэн Ли | • Стэн Ли — Legendary editor of Marvel Comics Magazine in the 60’s. He is a writer, art director, and comic book master-mind having created (or co-created) such super-hero icons as: "The X-Men, " "The Fantastic Four, " "The Incredible Hulk, " "Iron Man, " "Daredevil, " and «The Amazing Spider-Man». Many of today’s top films are based on his works. | • Стэн Ли — Legendary editor of Marvel Comics Magazine in the 60’s. He is a writer, art director, and comic book master-mind having created (or co-created) such super-hero icons as: "The X-Men, " "The Fantastic Four, " "The Incredible Hulk, " "Iron Man, " "Daredevil, " and «The Amazing Spider-Man». Many of today’s top films are based on his works. | • Стэн Ли — Legendary editor of Marvel Comics Magazine in the 60’s. He is a writer, art director, and comic book master-mind having created (or co-created) such super-hero icons as: "The X-Men, " "The Fantastic Four, " "The Incredible Hulk, " "Iron Man, " "Daredevil, " and «The Amazing Spider-Man». Many of today’s top films are based on his works. |
| • Дрю Струзан — One of the most famous and collected artists in the world. Drew is the premier movie poster illustrator working today, whose works include many of the films of Steven Spielberg ("Indiana Jones, " "Back to the Future, " «Hook») and George Lucas («Stars Wars» and its successors). One of his greatest works was his album cover for Alice Cooper's «Welcome to My Nightmare.» His exceptional work spans more than a quarter-century. | | | |
| Президентская премия (President’s Award) | | | |
| • Шерри Лансинг — One of the most successful film industry leaders working today, Sherry Lansing is a producer of classic films ("Fatal Attraction, " "The Accused, " «School Ties») and has headed three film studios (Vice-President of Columbia Pictures, President of 20th Century Fox Productions, and currently Chairman of Paramount Pictures). She has contributed mightily to the arts and sciences of feature filmmaking. She has brought quality to feature films and proven an inspiration to a new generation of filmmakers. | | | |